# Портрет Віктора Закревського
Портрет Віктора Закревського — художній твір Тараса Григоровича Шевченка

## Історія створення
Віктор Олексійович Закревський (1807-1858) — поміщик, ротмістр у відставці, один із співвласників села Березова Рудка (нині — Пирятинського р-ну, Полтавської обл.).
Шевченко познайомився з ним 29-30 червня 1843 року у селі Мойсівці, маєтку Т. Г. Волховської, згодом часто гостював у нього та листувався з ним.
Портрет Віктора Закревського Шевченко створив під час перебування в маєтку Закревських в грудні 1843 року.
В Березовій Рудці Шевченко намалював також портрети брата Віктора Закревського — Платона Закревського та його дружини — Ганни Закревської.

## Опис портрета
Папір, олівець (34,5 × 23,3 см). (Березова Рудка). Грудень 1843.
Справа внизу олівцем дата і підпис автора: 1843. Декабря въ ночи // Т. Шевч[енко].
На звороті напівстертий напис олівцем:
Виктор АлексѢевич Закревські — бліжайшій другъ Шевченка // Рисунокъ исполненъ въ именіи Платона АлексѢевича Закревського // с. Березовая Рудка Пирятинского уѢзда.
Вперше згаданий Ф. Л. Ернстом 1929 р.
Портрет Віктора Закревського є одним із восьми створених Шевченком «трохи карикатурних» зображень членів «товариства мочемордія», «старшиною» якого був Віктор Закревський. Згадується з назвами «Карикатура на поміщика В. О. Закревського», «Шарж на В. Закревського».

## Думка мистецтвознавця[4]
Шевченко створив шаржований портрет свого приятеля у домашньому халаті і пантофлях, пронизаний добрим гумором і одночасно глибокою аналітичною оцінкою цієї тонкої талановитої людини. Організатор і «старійшина» «товариства мочемордія», яке за словами І.Франка, сприймалося як елементарна, часто цинічна реакція «проти усієї тієї фальші шляхетсько-панського життя, що виробилося віками, та особливо при кінці XVIII і на початку ХІХ дійшла до найвищого ступеня…».

## Місця зберігання
Попередні місця збереження: власність С. П. Яремича, від Д. М. Щербаківського портрет надійшов до  Всеукраїнського історичного музею ім. Т. Г. Шевченка (Київ), з 1933 — Галерея картин Т. Г. Шевченка, (Харків).
З 1948 року портрет зберігається в Національному музеї Тараса Шевченка.